# Планински певец
Планинският певец (Phylloscopus bonelli) е птица от семейство Phylloscopidae.

## Разпространение
Видът е разпространен в Югозападна Европа и Северна Африка.
Среща се и в България.